# Geografija Kenije
Geografija Kenije je raznolika in se med 47 okrožji razlikuje. Kenija ima obalo Indijskega oceana, ki vsebuje močvirje vzhodnoafriških mangrov. V notranjosti so široke ravnice in številne gore. Kenija meji na Južni Sudan na severozahodu, Ugando na zahodu, Somalijo na vzhodu, Tanzanijo na jugu in Etiopijo na severu.
Za osrednjo in zahodno Kenijo je značilna  Velika riftna dolina in osrednja provinca, kjer sta najvišja gora, Mount Kenya in Mount Elgon na meji med Kenijo in Ugando. Gozd Kakamega v zahodni Keniji je relikvija vzhodnoafriškega deževnega gozda. Veliko večji je gozd Mau, največji gozdni kompleks v vzhodni Afriki.

## Geografija

### Lega
- Vzhodna Afrika: na obali Indijskega oceana med Somalijo in Tanzanijo
- Geografske koordinate: 1°00′ N  38°00′ V

### Površina
- Skupaj: 582.650,2 km²
- Zemljišče: 569.140 km²
- Voda: 11.227 km²

### Meje
- Skupaj: 3457 km
- Obmejne države: Etiopija 867 km, Somalija 684 km, Južni Sudan 317 km, Tanzanija 775 km, Uganda 814 km.[1]

## Obala
- 536 km  vzdolž Indijskega oceana.

### Pomorske zahteve
- Teritorialno morje: 12 nmi (22,2 km)
- Izključna ekonomska cona: 116.942 km² in 200 nmi (370,4 km)
- epikontinentalni pas: 200 m globine oziroma do globine izkoriščanja

## Geologija
Velik del zahodnih dveh tretjin države sestavljajo pliocensko-pleistocenski vulkani, odloženi na predkambrijske talne kamnine.  Jugovzhodni kot države prekrivajo sedimenti sistema Karoo od perma do poznega triasa in pas sedimentov iz jurske starosti vzdolž obale na območju Mombase. Rift Anza je jurski tektonski jarek s trendom SZ–JV, ki se razteza od obale Indijskega oceana do Sudana severozahodno od Turkanskega jezera. Anza Rift je posledica razpada Gondvane.

## Podnebje
Podnebje Kenije se razlikuje glede na lokacijo, od večinoma hladnega vsak dan do vedno toplega/vročega Podnebje ob obali je tropsko. To pomeni, da so padavine in temperature višje skozi vse leto. V obalnih mestih Mombasa, Lamu in Malindi se zrak skoraj vsak dan spreminja iz hladnega v vroč.
Čim dlje v notranjost, tem bolj sušno postaja podnebje. Sušno podnebje je skoraj brez padavin, temperatura pa se močno spreminja glede na splošni čas dneva / noči. Na mnogih območjih Kenije se dnevna temperatura dvigne za približno 12 °C, skoraj vsak dan.
Višina je glavni dejavnik pri višini temperature, pri čemer so višja območja v povprečju za 11 °C hladnejša, podnevi ali ponoči. Številna mesta nad 1000 m nadmorske višine imajo nihanja temperature od približno 10–26 °C. Nairobi, na 1798 m, se giblje od 9–27 °C, Kitale na 1825 m, se giblje od 11–28 °C. Ponoči so v visokogorju potrebna toplejša oblačila ali odeje, ko temperatura vsako noč pade na približno 10–12 °C.
Na nižjih nadmorskih višinah je povišana temperatura tako podnevi kot ponoči: kot da bi zjutraj začeli na visokogorskem vrhu in nato spet dodali toploto dneva. Zato so čez noč nizke temperature blizu morske gladine skoraj enake temperaturam v kenijskem višavju. Vendar imajo lokacije vzdolž Indijskega oceana zmernejše temperature, saj je podnevi nekaj stopinj hladnejše, na primer v Mombasi.
Obstajajo rahle sezonske razlike v temperaturi, 4 °C, hladneje v zimskih mesecih. Čeprav je Kenija s središčem na ekvatorju, si deli letne čase z južno poloblo: z najtoplejšimi poletnimi meseci decembra–marca in najhladnejšimi zimskimi meseci junija–avgusta, spet z razlikami v temperaturi, ki se razlikujejo glede na lokacijo znotraj države.
Na visokih gorah, kot so Mount Kenya, Mount Elgon in Kilimandžaro, lahko ostane večino leta močno hladno. Na najvišjih gorah pade nekaj snežnih padavin.

### Podnebne spremembe
Podnebne spremembe v Keniji vse bolj vplivajo na življenja kenijskih državljanov in okolje. Podnebne spremembe so povzročile pogostejše ekstremne vremenske pojave, kot so suše, ki trajajo dlje kot običajno, neredne in nepredvidljive padavine, poplave in naraščajoče temperature. Učinki teh podnebnih sprememb so še otežili že obstoječe izzive z vodo, zanesljivo preskrbo s hrano in gospodarsko rast. Ogroženi so tudi letine in kmetijska proizvodnja, ki predstavljata približno 33 % celotnega bruto domačega proizvoda (BDP) . Povišane temperature, spremenljivost padavin na sušnih in polsušnih območjih ter močni vetrovi, povezani s tropskimi cikloni, so skupaj ustvarili ugodne pogoje za razmnoževanje in selitev škodljivcev. Zvišanje temperature do 2,5°C do leta 2050 naj bi povečalo pogostost ekstremnih dogodkov, kot so poplave in suše.
Zaradi vročih in suhih razmer v sušnih in polsušnih deželah (ASAL) so suše ali poplave, ki jih povzročajo ekstremne vremenske spremembe, še bolj nevarne. Obalne skupnosti se že soočajo z dvigom morske gladine in s tem povezanimi izzivi, kot je vdor slane vode. Vsi ti dejavniki vplivajo na ogrožene populacije, kot so marginalizirane skupnosti, ženske in mladi.

## Površje
Področje Kenije je sestavljeno iz nizkih ravnin, ki se dvigajo v osrednje višavje, ki jih po drugi strani deli Velika riftna dolina. Na zahodu države je tudi rodovitna planota.

### Ekstremne vešine
Najnižja točka Kenije je na morski gladini v Indijskem oceanu. Najvišja točka Kenije je 5197 metrov nadmorske višine na Mount Kenya.

### Reke
Reki sta Galana in Tana ter reka Nzoia, ki je 257 kilometrov dolga  kenijska reka, ki izvira iz Mount Elgon. Teče proti jugu in nato proti zahodu ter se na koncu izliva v Viktorijino jezero blizu mesta Port Victoria. Tudi Ewaso Ng'iro je pomembna reka, ki oskrbuje vodo z Mount Kenye vzhodni in severovzhodni del Kenije.

### Naravni viri
Naravni viri, ki jih najdemo v Keniji, so: apnenec, natrijev pepel, sol, dragi kamni, fluorit, cink, diatomit, nafta, zemeljski plin, zlato, sadra, prostoživeče živali in hidroelektrarne.

### Raba tal
- 9,8 % zemljišč je obdelovalnih;
- trajni nasadi zavzemajo 0,9 % zemlje,
- trajni pašniki zavzemajo 37,4 % zemlje;
- gozd zavzema 6,1 % površine.
- Druge uporabe sestavljajo preostalo kenijsko ozemlje. To so podatki od leta 2011.
- 1032 km2 kenijske zemlje je bilo namakano leta 2003.

### Skupni obnovljivi vodni viri
- 30,7 km³ (2011)

### Odvzem sladke vode
- Skupaj: 2,74 km³ / leto (17 % / 4 % / 79%)
- Na prebivalca: 72,96 m³ / leto (2003)

- Thompson (4955 m), Batian (5199 m) in Nelion (5188 m) na Mt. Kenya
- Velika riftna dolina kot se vidi blizu Eldoreta, Kenija
- Turkansko jezero
- Štirje slapovi blizu mesta Thika

## Naravne nevarnosti
Naravne nevarnosti vključujejo ponavljajoče se suše in poplave v deževnem obdobju.
V državi je omejena vulkanska dejavnost. Vulkan Barrier (1032 m nmv) je nazadnje izbruhnil leta 1921. Več drugih je bilo zgodovinsko aktivnih (glej Seznam vulkanov v Keniji).

### Okoljska vprašanja
Aktualne težave, ki trenutno ogrožajo okolje, vključujejo onesnaževanje vode z urbanimi in industrijskimi odpadki; poslabšanje kakovosti vode zaradi povečane uporabe pesticidov in gnojil; krčenje gozdov; okužba z vodnimi hijacintami ( Eichhornia crassipes) v Viktorijinem jezeru; erozija tal, dezertifikacija in krivolov.

#### Mednarodne pogodbe
Stranka: biotska raznovrstnost, podnebne spremembe (Okvirna konvencija Združenih narodov o podnebnih spremembah), Kjotski protokol, dezertifikacija, Rdeči seznam IUCN, nevarne snovi, morsko pravo, odlaganje morskih odpadkov (Londonska konvencija o preprečevanju onesnaževanja morja z odlaganjem odpadkov in drugih snovi), ohranjanje morskega življenja (Konvencija o ribolovu in ohranjanju živih virov odprtega morja), zaščita ozonske plasti (Montrealski sporazum), onesnaževanje ladij (MARPOL 73/78 – Mednarodna konvencija o preprečevanju onesnaženja morja z ladij), mokrišča, kitolov.

## Ekstremne točke
To je seznam skrajnih točk Kenije, točk, ki so bolj na severu, jugu, vzhodu ali zahodu kot katera koli druga lokacija.
- Najsevernejša točka - gora Kalukwakerith, okrožje Turkana
- Najbolj vzhodna točka – tromejnik z Etiopijo in Somalijo, okrožje Mandera
- Najbolj južna točka – točka, kjer meja s Tanzanijo vstopi v Indijski ocean, okrožje Kwale
- Najbolj zahodna točka – neimenovano zemljišče zahodno od Port Victoria, okrožje Busia

Opomba: Gora Kalukwakerith je v sporni regiji trikotnika Ilemi. Če je to območje izključeno, Kenija nima najsevernejše točke, severna meja je ravna črta.